# Takahiro Shimotaira
Takahiro Shimotaira - em japonês, 下平 隆宏; Shimotaira Takahiro (Gonohe, 18 de dezembro de 1971) é um ex-futebolista e treinador de futebol japonês que atuava como meio-campista. Atualmente, comanda o Yokohama FC.

## Carreira como jogador
Após concluir os estudos na Gonohe High School, Shimotaira estreou no futebol em 1990, no Hitachi - precursor do atual Kashiwa Reysol, clube onde atuou pela primeira vez até 2000, jogando 244 partidas e fazendo 8 gols, conquistando o título da segunda divisão da antiga Japan Soccer League em 1990–91. Este foi, também, o único título conquistado por ele em 14 anos de carreira como jogador.
Depois de 2 temporadas atuando pelo FC Tokyo (39 jogos entre 2001 e 2002), voltou ao Reysol em 2003 e pendurou as chuteiras na temporada seguinte.

## Carreira como treinador
Já aposentado, Shimotaira passou a integrar a comissão técnica do Kashiwa Reysol, trabalhando como olheiro, auxiliar e técnico das categorias de base da equipe até 2016, quando foi promovido a assistente do brasileiro Milton Mendes. Com a demissão deste último, tornou-se treinador do Reysol em março do mesmo ano, encerrando a temporada na 8ª posição. Em 2018, foi demitido após maus resultados, voltando como diretor técnico em maio.
Em fevereiro de 2019, assinou com o Yokohama FC para ser auxiliar-técnico de Edson Tavares na segunda divisão japonesa. Após Tavares deixar o cargo, Shimotaira assumiu o comando técnico do Fulie e levou o time a conquistar uma das vagas para a J-League de 2020.

## Titulos

### Como jogador
Hitachi/Kashiwa Reysol
- Japan Soccer League (segunda divisão): 1990–91